# Richard Appel
Richard "Rich" Appel (nascido em 21 de maio de 1963) é um roteirista, produtor e ex-advogado norte-americano. Richard cresceu em Wilmette, Illinois, e desenvolveu seu amor por comédia e começou a sonhar com uma carreira como escritor nessa área. Ele estudou na Universidade de Harvard e escreveu para a publicação universitária Harvard Lampoon. Seguindo os passos de sua mãe, Appel tornou-se advogado. Depois de frequentar a faculdade de Direito, ele começou a trabalhar como assistente jurídico para o juiz John M. Walker Jr. antes de se tornar um advogado federal, servindo como assistente de advogado por três anos no Tribunal Distrital dos Estados Unidos para o Distrito Sul de Nova York.
Em 1994, ele mudou sua carreira para a escrita de comédia quando foi contratado para Os Simpsons, escrevendo sete episódios da série, incluindo "Mother Simpson". Depois disso, ele tornou-se produtor executivo e showrunner da animação King of the Hill antes de criar a sitcom A.U.S.A.. Em seguida, ele trabalhou em The Bernie Mac Show, Family Guy e American Dad!, antes de co-criar The Cleveland Show. Ele era casado com a escritora Mona Simpson, que é a irmã biológica de Steve Jobs.